# Toon Oprinsen
Toon Oprinsen (ur. 25 listopada 1910 w Tilburgu, zm. 14 stycznia 1945 w Vught) – holenderski piłkarz, reprezentant kraju. 

## Kariera piłkarska
Oprinsen przygodę z futbolem rozpoczął w zespole z rodzinnego miasta, tj. TSV NOAD Tilburg. W pierwszym zespole zadebiutował w 1928, będąc jego częścią przez 8 kolejnych sezonów. W 1936 opuścił drużynę na rzecz HVV Helmond, w którym występował do 1941. 
Oprinsen w drużynie narodowej zadebiutował 10 maja 1934 w spotkaniu z Francją, przegranym 4:5. W tym samym roku został powołany na Mistrzostwa Świata. Podczas turnieju pełnił rolę zawodnika rezerwowego, a Holandia odpadła w pierwszej rundzie po porażce ze Szwajcarią 2:3. 
| Mecze i gole w reprezentacji | Mecze i gole w reprezentacji | Mecze i gole w reprezentacji | Mecze i gole w reprezentacji | Mecze i gole w reprezentacji | Mecze i gole w reprezentacji | Mecze i gole w reprezentacji |
| #                            | Data                         | Miasto                       | Przeciwnik                   | Gol                          | Wynik                        | Rozgrywki                    |
| ---------------------------- | ---------------------------- | ---------------------------- | ---------------------------- | ---------------------------- | ---------------------------- | ---------------------------- |
| 1.                           | 10.05.1934                   | Amsterdam                    | Francja                      |                              | 4:5                          | towarzyski                   |